# Лиознер, Лев Давидович
Лев Давидович Лиознер (1909, Витебск — 1979, Москва) — советский учёный-экспериментатор, физиолог, один из основоположников теории регенерации. 

## Биография
Сын адвоката Давида Абрамовича (Абелевича) Лиознера и зубного врача Гени-Дрейзы Элье-Хаимовны Зильберман. Родители поженились в Риге в 1908.
Окончил биологический факультет МГУ (1931), затем работал научным сотрудником в Институте экспериментального морфогенеза МГУ. В 1935–1946 годах преподавал во 2-м ММИ. Кандидат биологических наук (1936). Доктор биологических наук (1940). С 1957 года — заведующий лабораторией роста и развития в Институте морфологии человека АМН СССР. 
Экспериментально доказал, что регенерационная способность органов в процессе эволюции животных не снижается, а приобретает различные формы своего проявления. Создатель научной школы в области изучения регенерации органов.
Сыновья — Александр Львович Лиознер (1942–2004), биохимик; Владимир Львович Лиознер (род. 1958), педагог-методист, автор учебников по природоведению и географии.
Похоронен на Головинском кладбище.

## Основные труды
- Воронцова М. А., Лиознер Л. Д. Физиологическая регенерация. М.: Советская наука, 1955. — 408 с.
- Воронцова М. А., Лиознер Л. Д. Бесполое размножение и регенерация. М.: Советская наука, 1957. — 416 с.
- Лиознер Л. Д. Регенерация органов у млекопитающих. М.: Медгиз, 1960. — 391 с.
- Лиознер Л. Д. Восстановление утраченных органов. М.: Издательство АН СССР, 1962. — 140 с.
- Лиознер Л. Д., Бляхер Л. Я. Регенерация и развитие. М.: Наука, 1982. — 167 с.
- Лиознер Л. Д. Основные проблемы учения о регенерации. М.: Наука, 1975. — 103 с.
- Способы регенерации и клеточное деление. Под ред. Л. Д. Лиознера. М.: Наука, 1979.
- Л. Д. Лиознер, А. Г. Бабаева, И. В. Маркелова. Регенерационные процессы и их изучение в СССР. М.: МГУ, 1990.